# Piazza del Bandino
Piazza del Bandino si trova a Firenze nel rione del Bandino del Quartiere 3 del Comune di Firenze ed è dedicata a Bandino di Bencivenni Baroncelli, capostipite della famiglia Bandini, succeduta ai Baroncelli. Bandino, oltre che dare il nome e lo stemma alla nuova casata, fondó nel 1100 l'attuale borgo del Bandino e vi abitò nella vicina Villa Il Paradiso (oggi Villa del Bandino) da cui prese nome il luogo.

## Storia
La piazza nel rione del Bandino a Gavinana nasce esattamente nei primi anni del '900. All'epoca degli anni '20 fungeva da barriera. In quel periodo nella piazza esisteva solo la così chiamata "Trattoria della barriera a Ripoli al Bandino" fornita di vini da pasto delle case di fattoria limitrofe. Il 15 aprile 2024 il Comune di Firenze installa una targa al centro della piazza per ricordare la storia e il nome del Bandino. 